# Allonville
Allonville és un municipi francès situat al departament del Somme i a la regió dels Alts de França. L'any 2007 tenia 591 habitants.

## Demografia

### Població
El 2007 la població de fet d'Allonville era de 591 persones. Hi havia 218 famílies de les quals 36 eren unipersonals (4 homes vivint sols i 32 dones vivint soles), 65 parelles sense fills, 101 parelles amb fills i 16 famílies monoparentals amb fills.
La població ha evolucionat segons el següent gràfic:
Habitants censats

### Habitatges
El 2007 hi havia 229 habitatges, 217 eren l'habitatge principal de la família, 1 era una segona residència i 11 estaven desocupats. 212 eren cases i 17 eren apartaments. Dels 217 habitatges principals, 171 estaven ocupats pels seus propietaris, 40 estaven llogats i ocupats pels llogaters i 6 estaven cedits a títol gratuït; 8 tenien dues cambres, 23 en tenien tres, 53 en tenien quatre i 133 en tenien cinc o més. 170 habitatges disposaven pel capbaix d'una plaça de pàrquing. A 79 habitatges hi havia un automòbil i a 127 n'hi havia dos o més.

### Piràmide de població
La piràmide de població per edats i sexe el 2009 era:
| Homes | Edats   | Dones |
| ----- | ------- | ----- |
| 0     | 95 o +  | 0     |
| 8     | 90 a 94 | 0     |
| 4     | 85 a 89 | 4     |
| 0     | 80 a 84 | 0     |
| 8     | 75 a 79 | 12    |
| 12    | 70 a 74 | 16    |
| 8     | 65 a 69 | 4     |
| 8     | 60 a 64 | 4     |
| 12    | 55 a 59 | 12    |
| 32    | 50 a 54 | 16    |
| 20    | 45 a 49 | 32    |
| 16    | 40 a 44 | 36    |
| 28    | 35 a 39 | 4     |
| 28    | 30 a 34 | 24    |
| 24    | 25 a 29 | 12    |
| 8     | 20 a 24 | 32    |
| 12    | 15 a 19 | 16    |
| 20    | 10 a 14 | 28    |
| 12    | 5 a 9   | 8     |
| 16    | 0 a 4   | 20    |

## Economia
El 2007 la població en edat de treballar era de 431 persones, 305 eren actives i 126 eren inactives. De les 305 persones actives 287 estaven ocupades (144 homes i 143 dones) i 18 estaven aturades (5 homes i 13 dones). De les 126 persones inactives 35 estaven jubilades, 62 estaven estudiant i 29 estaven classificades com a «altres inactius».

### Ingressos
El 2009 a Allonville hi havia 273 unitats fiscals que integraven 747 persones, la mediana anual d'ingressos fiscals per persona era de 23.689 €.

### Activitats econòmiques
Dels 16 establiments que hi havia el 2007, 1 era d'una empresa extractiva, 1 d'una empresa de fabricació d'altres productes industrials, 6 d'empreses de construcció, 2 d'empreses de comerç i reparació d'automòbils, 1 d'una empresa d'informació i comunicació, 1 d'una empresa immobiliària, 3 d'empreses de serveis i 1 d'una empresa classificada com a «altres activitats de serveis».
Dels 7 establiments de servei als particulars que hi havia el 2009, 1 era un paleta, 1 guixaire pintor, 1 lampisteria, 3 electricistes i 1 perruqueria.
L'únic establiment comercial que hi havia el 2009 era una llibreria.
L'any 2000 a Allonville hi havia 8 explotacions agrícoles que ocupaven un total de 549 hectàrees.

## Equipaments sanitaris i escolars
El 2009 hi havia una escola elemental.

## Poblacions més properes
El següent diagrama mostra les poblacions més properes.